# ثيودور إم. ستيوارت
ثيودور إم. ستيوارت (بالإنجليزية: Theodore M. Stuart)‏ هو لاعب كرة قدم أمريكية ومحامي أمريكي، ولد في 24 يونيو 1883 في تشارشن في الولايات المتحدة، وتوفي في 14 يناير 1946 في سان ماتيو في الولايات المتحدة.